# 櫥子甕

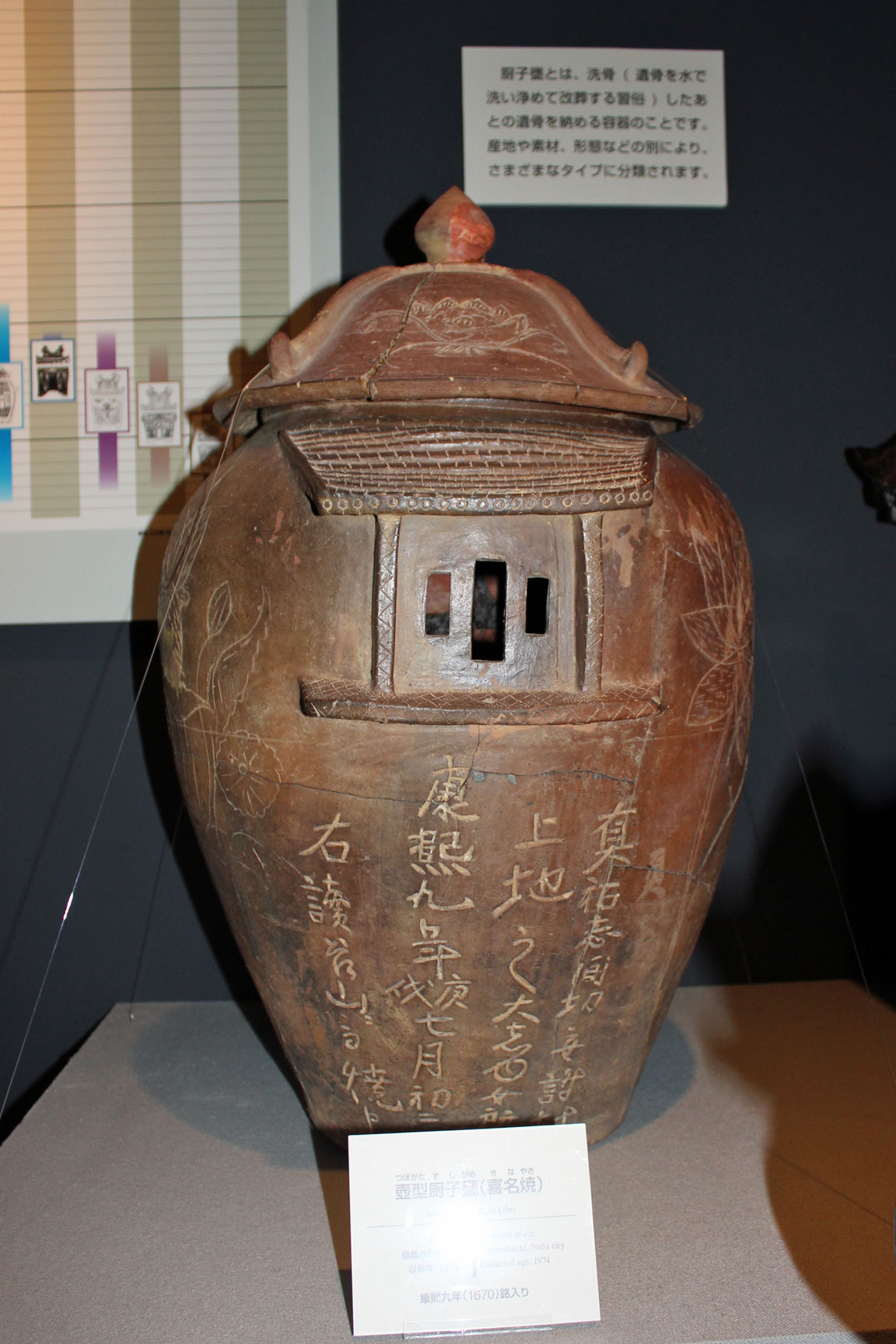
壺型櫥子甕

櫥子是琉球群島喪葬時使用的一種金斗甕（拾骨葬盛載遺骨的容器），分爲櫥子甕、板櫥子、石櫥子等多種形式。日語及琉球語中“櫥子”的意思是櫝。
同東南亞、中國南方一些地區一樣，琉球群島自古盛行二次葬的習俗。土葬或風葬後，要對風化後的遺骨進行洗骨，納於櫥子甕中進行埋葬。在沖繩島戰役以前，琉球人一般死後用風葬和洗骨，只有佛教僧侶才用火葬。
琉球的櫥子甕比日本本土火葬用的骨灰罈要大得多。另外有時候夫婦合葬或親子合葬，納有二人遺骨的櫥子甕更大。
英國的日本學家巴泽尔·贺尔·张伯伦認為廚子甕的藝術和民俗學價值很高。柳宗悅、濱田莊司等民藝運動人士認為其是沖繩陶器的代表藝術類型。
沖繩島戰役後，琉球各地都普及火葬，而現時日本法律規定琉球只有宮古群島、八重山群島不禁止火葬以外的埋葬形式，也只有這些地區可保留洗骨傳統，故此今日琉球各地有賣火葬用的小型櫥子甕型骨灰罈。

## 分類
櫥子甕按材質來分可分為木製、石製、陶製等。木製的金斗甕又稱板櫥子，與櫃子外形類似，外塗朱漆，蓋子呈屋型。石製的廚子甕又稱石廚子。其材質有閃長岩（來自中國福建）、石灰岩、凝灰岩（來自日本薩摩藩）、珊瑚石灰岩等。
按形狀分類有甕型、壼型、屋型等，屋型的頂部為廡殿頂或歇山頂構造，御殿型的廚子甕屬於屋型。

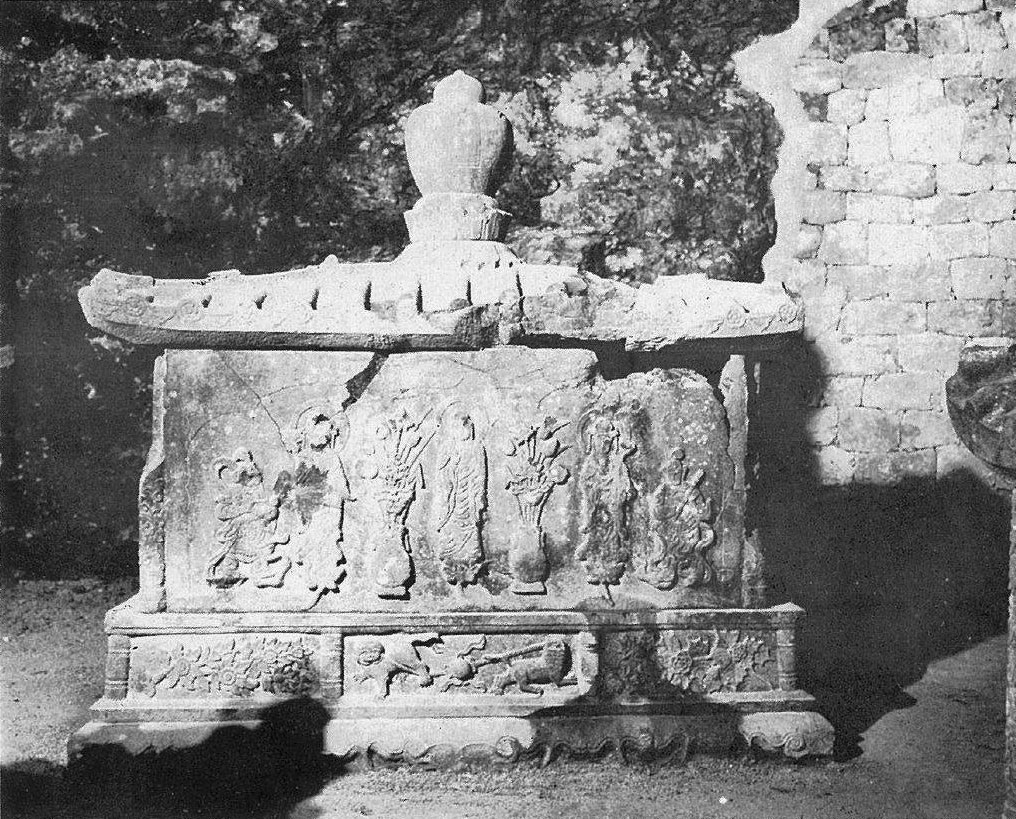
浦添極樂陵一號石櫥子
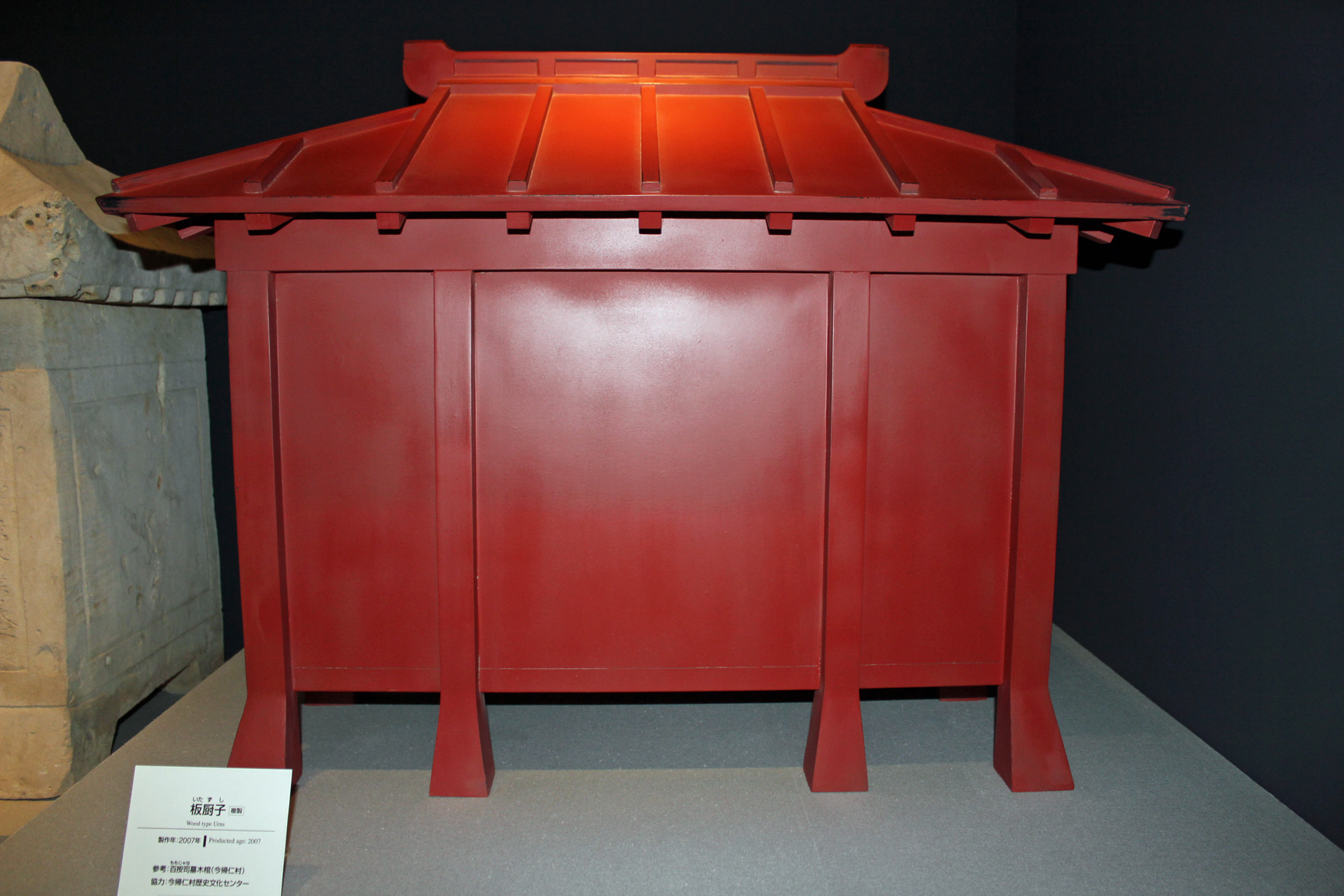
板櫥子
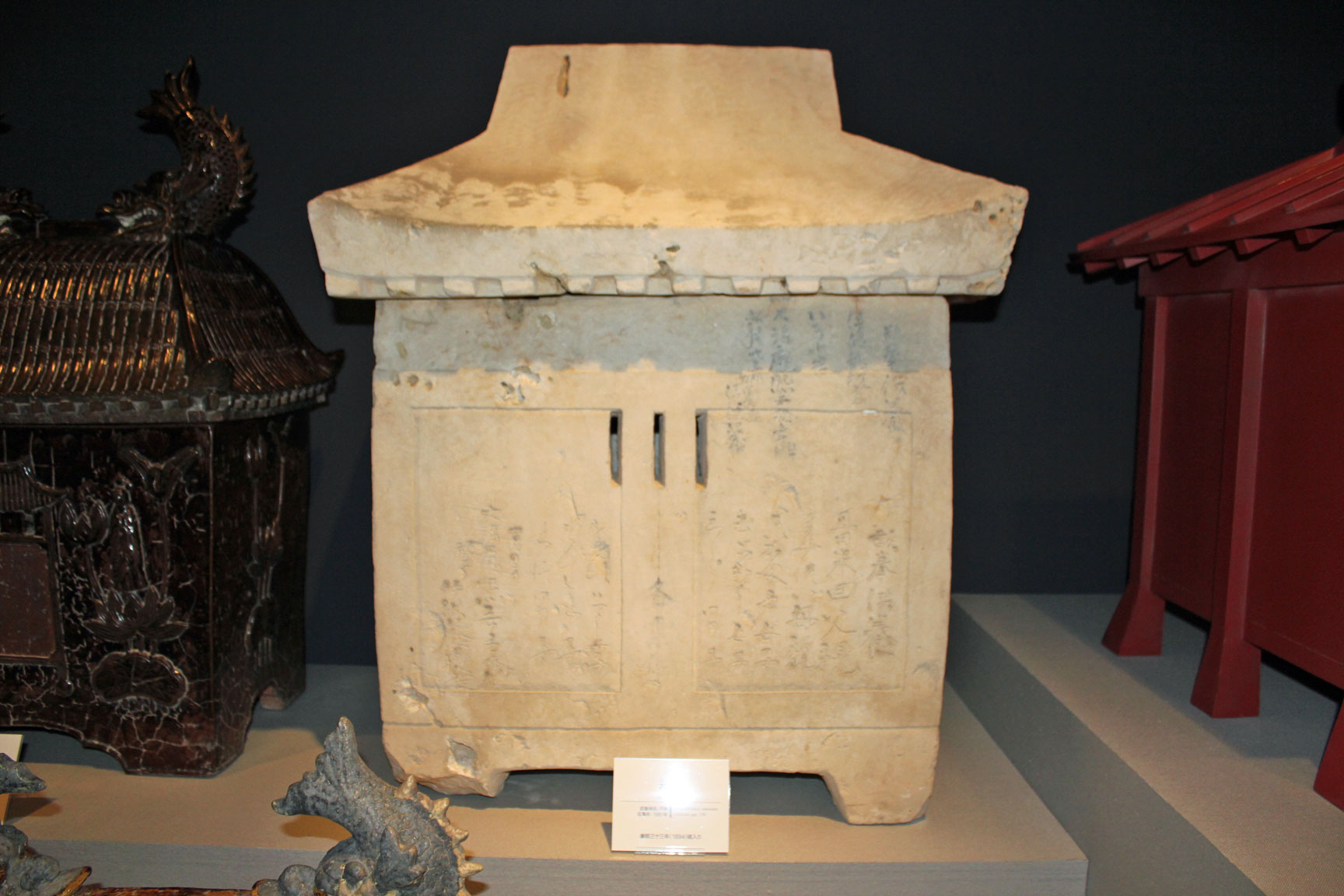
石灰岩製屋型石櫥子、康熙三十三年
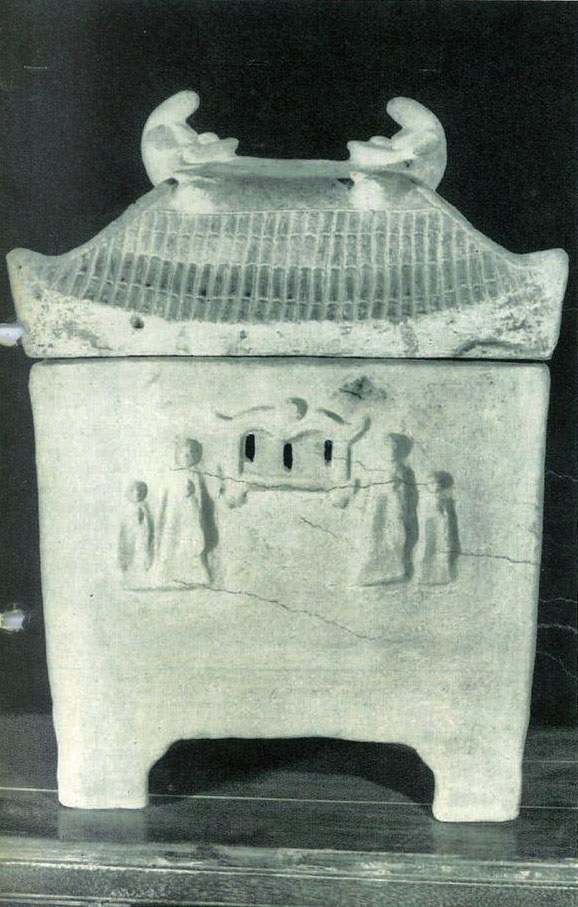
赤燒御殿型櫥子甕，乾隆四十一年（1776年）七月六日銘
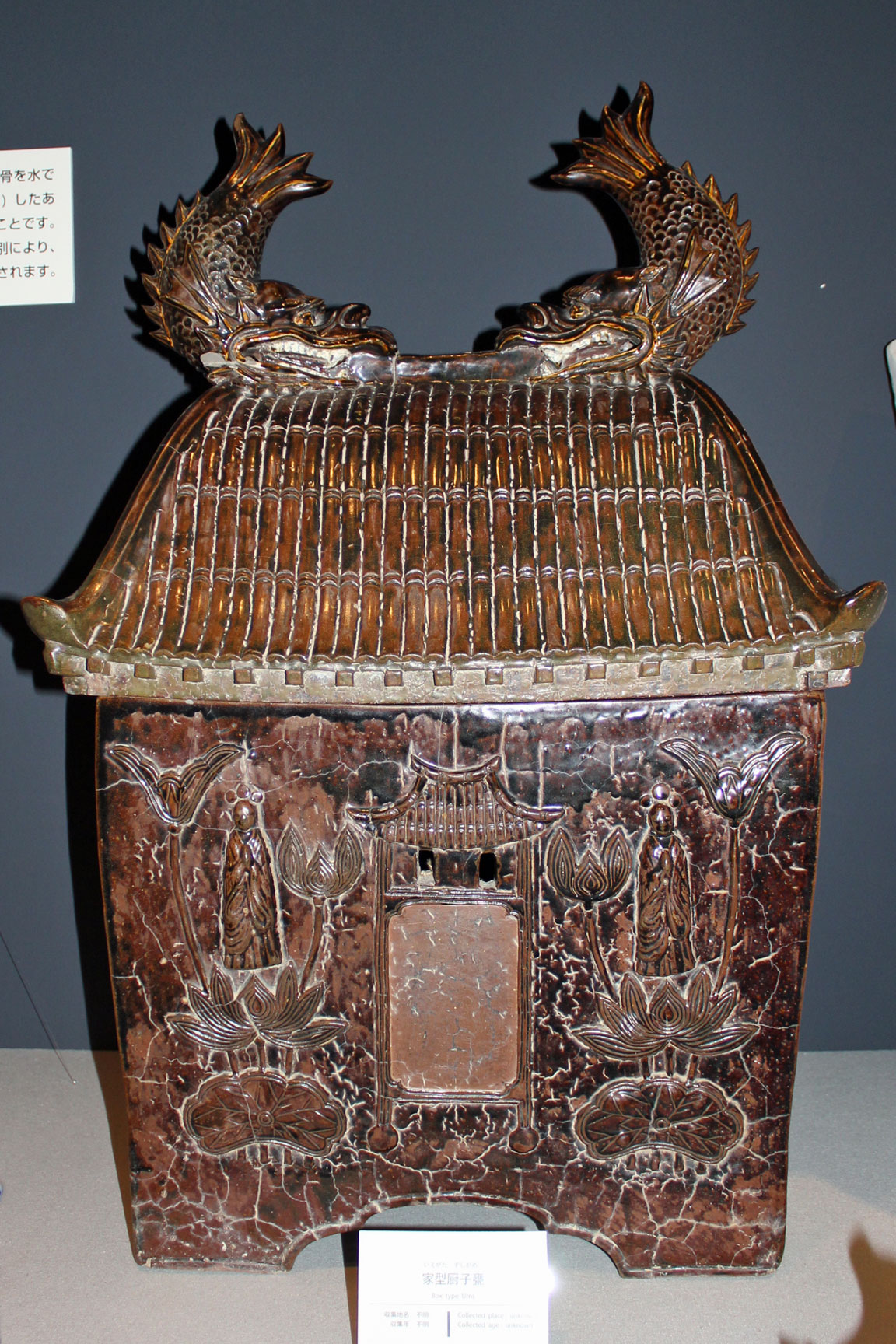
上燒本御殿型櫥子甕，道光七年（1826年）十一月六日銘